# باك إن تشول
باك إن تشول (هانغل: 백인철) مواليد 20 ديسمبر 1961 في تشونان، تشنغتشونغ الجنوبية، كوريا الجنوبية، هو ملاكم محترف كوري جنوبي معتزل كان يصنف ضمن فئة الوزن المتوسط.

## المسيرة الاحترافية
من نزالاته:
- خسر أمام جوليان جاكسون (ملاكم) بالضربة الفنية القاضية (1987/11/21).

## إحصائيات
خاض خلال مسيرته 50 نزالا، فاز في 47 وخسر في 3. فاز بالضربة القاضية في 43 نزالا.

## روابط خارجية
- باك إن تشول على موقع بوكس ريك (الإنجليزية) (registration required)